# Rikfruktig blemlav
Rikfruktig blemlav (Phlyctis agelaea) är en lavart som först beskrevs av Erik Acharius, och fick sitt nu gällande namn av Flot. Rikfruktig blemlav ingår i släktet Phlyctis och familjen Phlyctidaceae.  Arten är reproducerande i Sverige. Inga underarter finns listade i Catalogue of Life.